# Château de Kossava
Le château de Kossava est situé à Kossava, dans le raïon d'Ivatsevitchy, voblast de Brest au Belarus.

## Toponymie
Ce château est aussi appelé en biélorusse : Косаўскі замак, en russe : Коссовский замок ou encore russe : Дворец Пусловских, soit Palais des Pusłowski; cette dernière appellation utilise le nom du propriétaire constructeur Wandalin Pusłowski tandis que les autres font appel au nom du bourg de Kossava soit comme nom propre, soit sous sa forme adjectivale que l'on pourrait traduire par « Kossavskien ». Quant aux mots « château » ou « palais », ils apparaissent en alternance aussi bien en langue russe qu'en langue biélorusse : Дворец (Dvorets) signifie palais en russe et Палац (Palatz) palais en biélorusse, Замoк (Zamak) : château en russe et Замaк (Zamak) : château en biélorusse.

## Historique
La construction du château a débuté en 1838, suivant un projet de l'architecte Francis Yatchold (pl). Plus tardivement, Władysław Marconi (pl) aurait pris part à la réalisation du parc paysager, en trois terrasses. 132 chambres sont aménagées dans le château. Chacune des 12 tours de l'édifice symbolise les mois de l'année. Les quatre tours centrales symbolisent les mois les plus abondants en récoltes : mai, juin, juillet et août. Le château est construit de telle manière que, sur une année, le soleil éclaire entièrement au moins une des chambres durant deux jours et demi. La disposition des portes et des fenêtres, à l'intérieur de l'édifice, permet de faire entrer la lumière dans chaque recoin du château. Suivant la légende, « le jour de la chambre, on la range et la décore et on se réjouit que ce soit son jour où la lumière du soleil l'illumine. »
Le château a été construit avec les moyens financiers propres d'un comte Pusłowski . Après l'insurrection polonaise de 1861-1864, il passa aux mains de différentes familles russes dont la famille Troubetzkoy. Durant la Seconde Guerre mondiale, les fascistes ne touchèrent pas au château. Mais, par contre, il fut incendié par les partisans, de crainte que les fascistes ne puissent le transformer en lieu d'embuscade. Il a fallu attendre 2010 pour que la restauration soit entreprise.
Le château est, en 2013, pour la partie extérieure et les façades, dans un stade avancé de reconstruction. Le parc est à l'abandon et l'intérieur est en ruines. Devant le château s'étend une plaine, à perte de vue, avec quelques petits étangs, épars. Le château est construit dans un style néo-gothique. Sa façade fait 200 m de long.

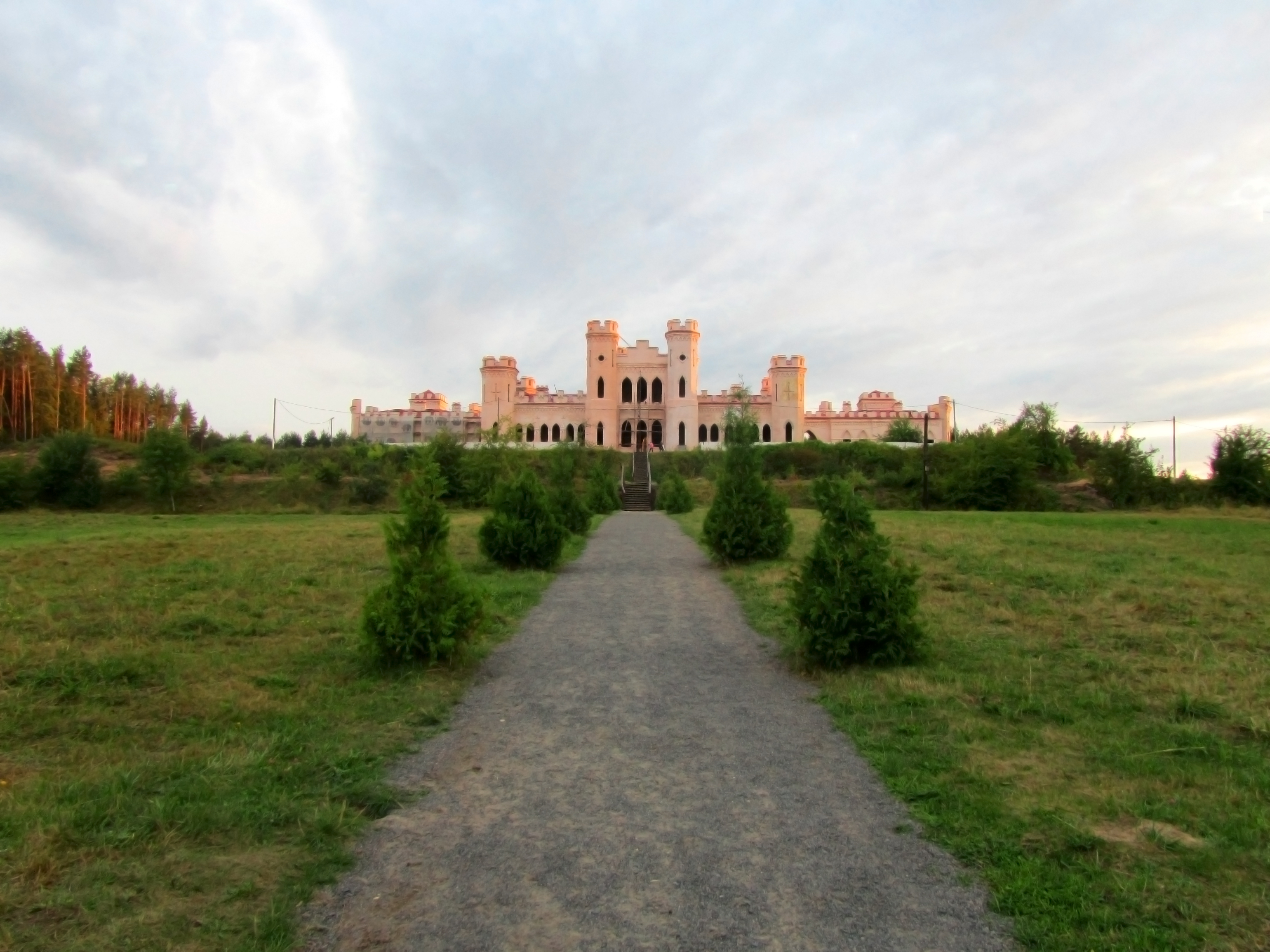
Château de Kossava